# بخش آنگول
بخش آنگول (به انگلیسی: Angul district) یک بخش در هند است که در اودیسا واقع شده‌است. بخش آنگول ۶٬۲۳۲ کیلومتر مربع مساحت و ۱٬۲۷۱٬۷۰۳ نفر جمعیت دارد و ۸۷۵٫۵ متر بالاتر از سطح دریا واقع شده‌است.